# Symbatica
Symbatica é um gênero de traça pertencente à família Agonoxenidae.